# Christiania

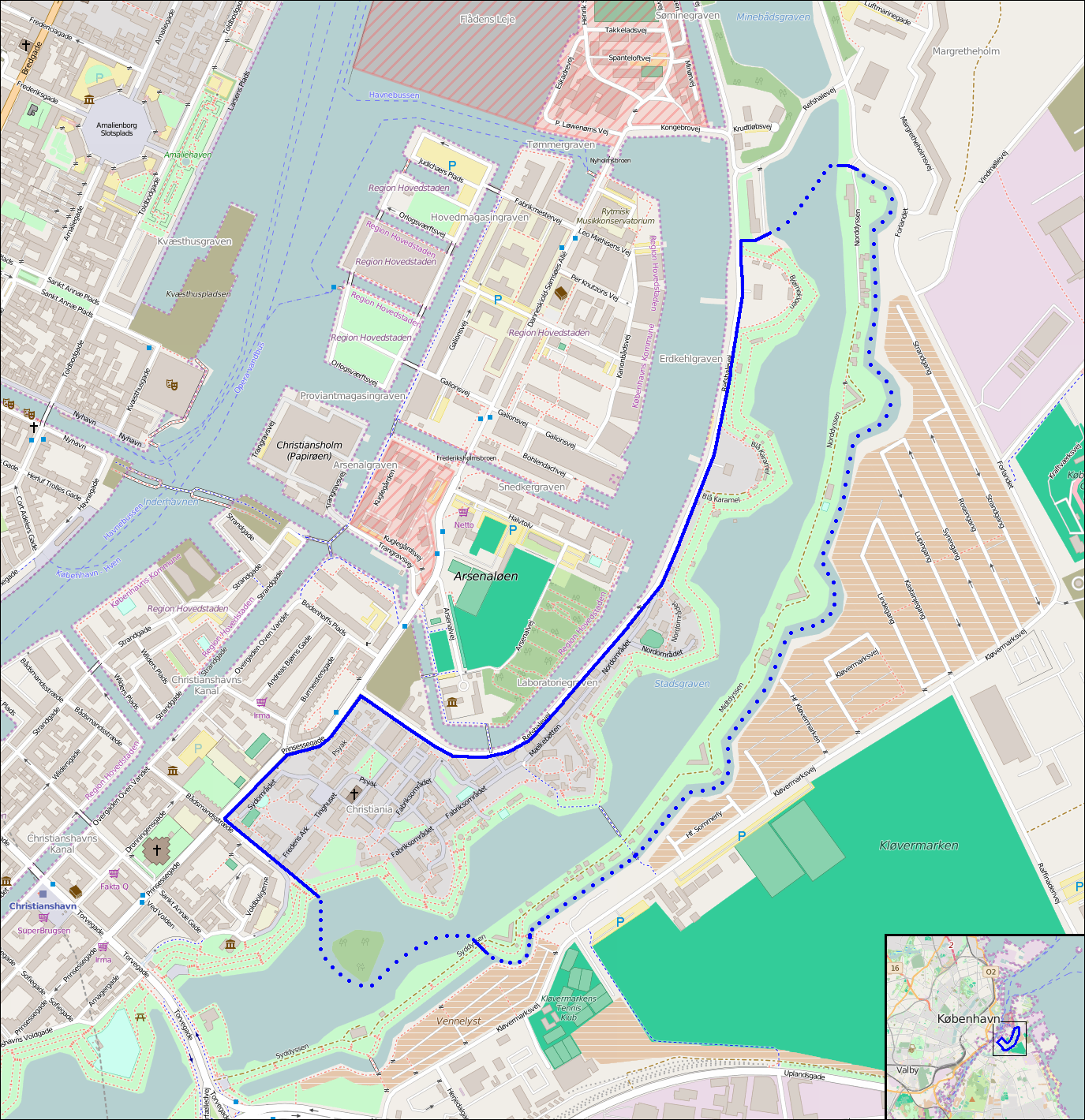
Karta över Christiania.

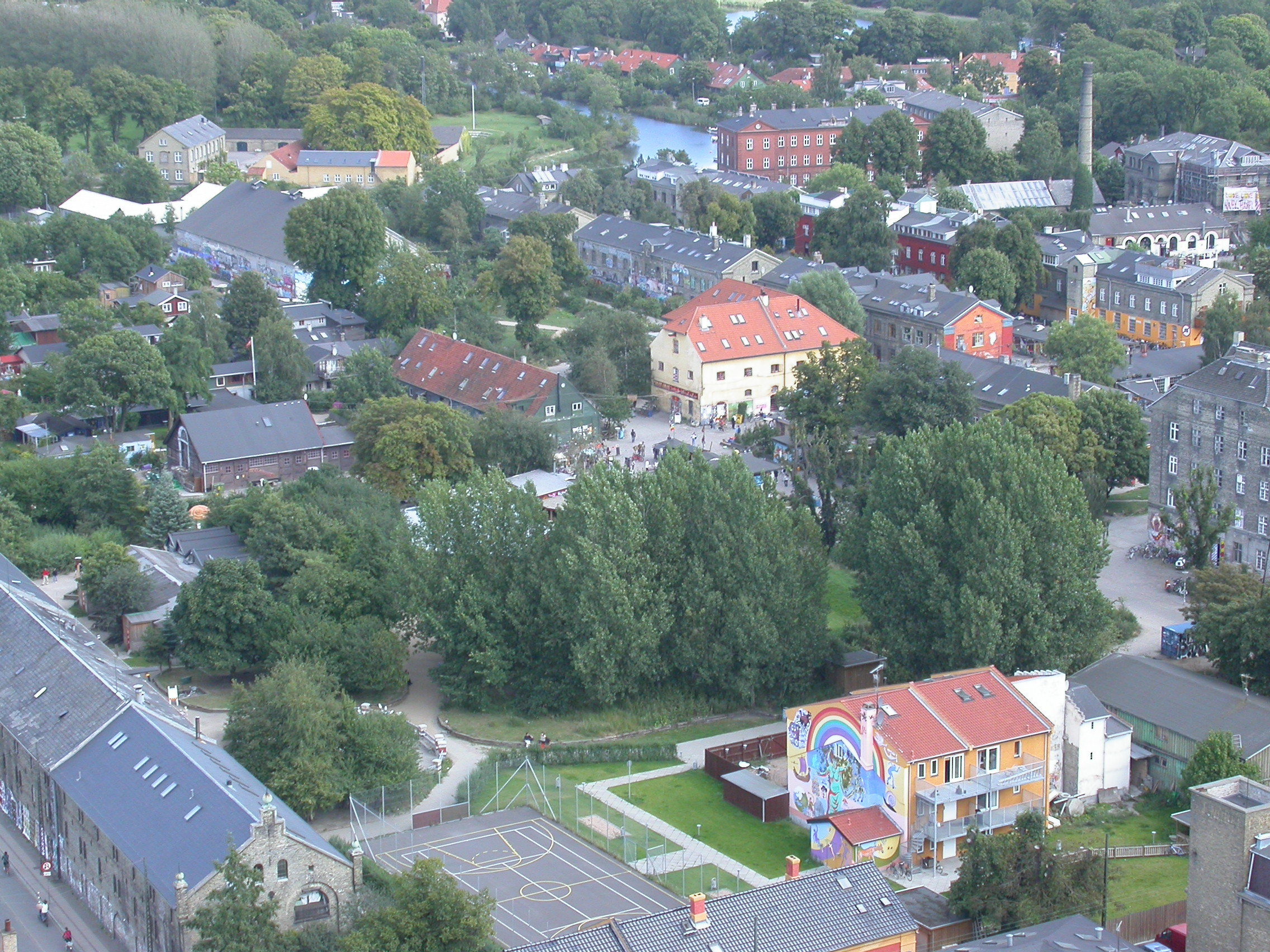
Christiania på översiktsfoto.

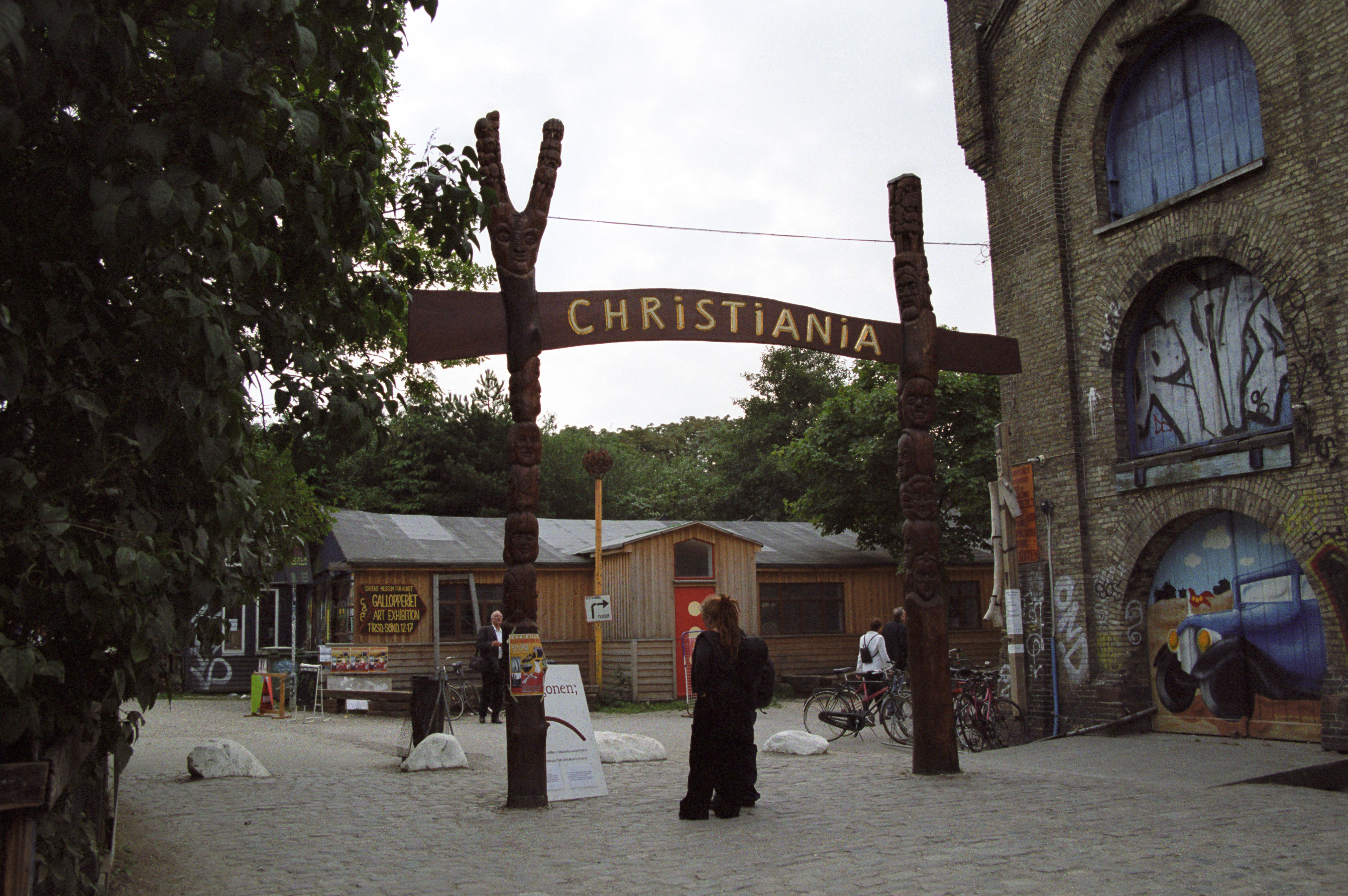
En av ingångarna till Christiania

Christianias flagga

Christianias vapen.

Christiania (Fristaden Christiania, Det fri Christiania eller i dagligt tal "Staden") är en del av stadsdelen Christianshavn i Köpenhamn. Området är uppkallat efter kung Kristian IV och är beläget på ett 34 hektar stort område som tidigare tillhört den danska marinen. 
Christiania fungerar som ett parallellsamhälle för personer med vissa alternativa livsstilar, och grundades år 1971 då Slumstormere tog över det övergivna militärområdet. De danska myndigheterna har genom åren gjort flera mer eller mindre allvarligt menade försök att stänga Christiania, utan att lyckas. 
Området beräknas ha ungefär 1 000 invånare och där finns verkstäder, förskolor, bagerier, kaféer, restauranger med mera.
Även svenska myndigheter har protesterat mot området och svensk polis har gjort hemliga besök i området. 18 april 2000 rapporterade Aftonbladet om hur en grupp svenska poliser, som var på konferens i närheten, gick in på området och blev utkörda.
Det råder idag oklarhet om huruvida Christiania kommer att förbli som det varit de senaste 50 åren. Sannolikt kommer staten, i linje med önskemål om "normalisering" företrädda av ett antal danska politiker, att riva vissa byggnader och bygga bostadsrätter; man vill inte heller ha någon kollektiv brukarrätt i området.
I februari 2011 beslöt Danmarks högsta domstol att det är den danska staten som har nyttjanderätten till området. Man fastställde därmed landsrettens tidigare dom. 
30 april 2011 sade en talesman för Christianias presstjänst att Christianias boende har beslutat sig för att förhandla om att köpa loss Christiania. Detta sedan Venstres finansminister Claus Hjort Frederiksen krävt ett svar på det erbjudande invånarna fått om att köpa loss byggnaderna på Christiania.
Christiania är Köpenhamns näst största turistattraktion.

## Historia

### 1970-talet
1971 evakuerade marinen Bådsmandsstrædekasernen och ammunitionsområdet, varefter det kom ett större antal ockupanter. Den 26 september 1971 "grundades" den fria staden Christiania. Den 13 november 1971 "publicerade" Christiania officiellt sin konstitution. Försvarsministeriet väckte ett uppskovsärende den 1 april 1976 och Högsta domstolen bekräftade den 2 februari 1978 att Christiania skulle rensas omedelbart. Domen fick dock inte konsekvenser för fristaden. År 1978 beslutade Folketinget att en lokalplan skulle utarbetas för området. Under tiden kunde fristaden existera under speciella förhållanden.
En av initiativtagarna till skapandet av Christiania var journalisten Jacob Ludvigsen som skrev om sina visioner för platsen i Hovedbladet 1971. Ludvigsen var också huvudförfattare till Christanias grundlov och konstitution.
Den danska försvarsministern ville inte omedelbart driva bort ockupanterna och de försök polisen senare kom att göra för att driva bort dessa var resultatlösa. Christiania blev istället en politisk fråga och man förklarade fristaden accepterad som ett socialt experiment. Året därpå var det regeringsskifte och åsikterna om Christiania förändrades. Då ville politikerna att Christiania skulle rensas, men invånarna motsatte sig detta med all kraft. Man anordnade musikunderhållning och andra verksamheter samtidigt som man började organisera sig. Tio mindre områden med självstyre etablerades och den högsta myndigheten kom att bli Fællesmødet där alla invånare kunde delta. Man ville inte heller ha något samarbete med myndigheterna i Köpenhamn och inte heller att några särskilda lagar skulle gälla i fristaden. Christiania stärkte sin ställning bland annat genom framgångar i kommunvalet 1971. 
Trots invånarnas försök tog folketinget ett beslut om att en utrensning skulle ske senast den 1 april 1976. Under tiden växte sig Christiania allt starkare och organiserade bland annat en regnbågsarmé. Denna gick ut på att man delade in alla invånare i olika arbetsgrupper och tilldelade dem en egen färg som tecken på en specifik uppgift – exempelvis rött för utgående aktioner och grönt för mat och näringstillförsel. Man bjöd in människor till Christiania för att titta och drygt 10 000 dök upp, detta samtidigt som Danmarks största rockband spelade in en stödskiva som kom att bli en enorm framgång. Man fick på så vis med sig stora delar av det danska folket. När den 1 april inföll hände ingenting, riksdagen hade i sista stund valt att skjuta upp stängningen. Den 1 april kom istället att bli en stor manifestation för alternativrörelsen i Danmark. Danmarks nationalmuseum gav ut en bok om den alternativa boendemiljön i fristaden och arkitekter talade sig varma om Christianiaidéen. 
1977 arrangerade man utställningen Kærlighed og kaos, Kärlek och kaos, vid Charlottenborg och en stor arbetsfestival satte igång. Christiania gjordes rent och reparerades och christianiterna gav ut en egen stödskiva vid namn Vores Musik, Vår Musik. En av låtarna, i kan ikke slå os ihjel, har fått väldigt stor publicitet och beskriver på många sätt christianiternas kamp.
1978 tog regeringen ett nytt beslut om en normalisering, dock lämnades inga direktiv om hur detta skulle genomföras och ingenting skedde. Polisen i Köpenhamn drev nu en hetsjakt på knarkare och cannabisförsäljning, samtidigt som heroin började introduceras i landet som helhet. Detta märktes tydligast i Christiania där både cannabishandeln och antalet tunga narkomaner ökade. Christianiterna försökte nu samarbeta med polisen för att få bort just tunga narkomaner från cannabismarknaden, men polisen valde istället att göra fler razzior mot cannabisförsäljarna. Invånarna tog då saken i egna händer och skapade en blockad mot all tung narkotika genom att erbjuda narkomaner avgiftning och slänga ut langarna från området. Endast cannabisförsäljningen fick fortsätta. Dock tycktes denna öka och anklagelser från de övriga nordiska länderna, med Sverige i spetsen, om att Christiania var nordens cannabiscentrum uppkom. Christianiterna svarade med aktionen Elsk Sverige, Älska Sverige, som gick ut på att de tog med sig kabaréer och konstutställningar för att åka till Stockholm, Göteborg och Malmö. Åren efter var debatten kring fristaden relativt lugn, vilket gav invånarna andrum för att bygga upp samhället och planera för framtiden.

### 1980-talet
1987 gav den danska regeringen ut en handlingsplan som gick ut på att återföra Christiania till att vara ett "normalt" samhälle. Christianiterna gav då ut rapporten Voila som skulle visa att de var kapabla att själva underhålla byggnaderna samt ge sitt stöd åt danska institutioner om man fick en viss skattelättnad. Myndigheterna fortsatte dock att arbeta för en normalisering. 
1989 gjordes en ny plan upp av miljödepartementet. Planen gick ut på att dela samhället, dels i en mer lantlig del, tänkt att bli fri från invånare och dels en mer stadspräglad, tänkt att justeras men ändå kvarstå som ett experiment på obestämd tid. Något som dock aldrig genomfördes.
I juni 1989 röstade Folketinget för Christianialagen, vars syfte var att möjliggöra Christianias fortsatta användning av området i enlighet med ett nationellt planeringsdirektiv och en lokalplan. Som markägare tilldelades försvarsministeriet en administrativ roll i förhållande till den planerade utvecklingen av Christianiaområdet. I fortsättningen av Christianialagen utarbetade miljöministeriet 1991 en lokalplan för Christianiaområdet, vars syfte var att skapa ramar för fortsatt användning av området och byggnaderna och göra det möjligt för invånarna i Christiania att fortsätta använda området till bostäder, verkstäder och allmänna ändamål. Vidare bör lokalplanen säkerställa att Köpenhamns befolkning får större tillgång till att använda delar av området för fritidsändamål och att de viktigaste arkitektoniska och kulturhistoriska värdena kan bevaras för framtiden. De historiska vallarna skulle å andra sidan vara ett öppet och tillgängligt offentligt rekreationsområde till förmån för hela Köpenhamns befolkning. Alla bostäder på vallarna skulle upphöra på lång sikt.

### 1990-talet
1991 skapade christianiterna en tidning vars mål var att ge den danska befolkningen en annan bild av fristaden än den bild av ett samhälle i våld och kriminalitet många tycktes ha. Christianiterna ville nu visa upp Christiania som en ekologisk stad, grundad på gemenskap och självstyre. 
Polisen bildade i september 1992 en särskild enhet vars uppgift var att bekämpa cannabishandeln i Christiania. Efter ett år med många våldsamma insatser hade det blivit svårare att få tag på cannabis på Pusher Street. Kort därefter lyckades christianiterna få ett avtal med justitieministern om att man skulle få lösa problemet med cannabishandeln på egen hand.

### 2000-talet
2001 råkade fristaden än en gång i blåsväder. Danmark fick åter en borgerlig regering och denna slog fast att man nu, en gång för alla, skulle normalisera Christiania. Cannabismarknaden var polisens uppgift och 2002 gav regeringen sitt fulla stöd för de polisinsatser som skulle komma att krävas. Polisen började planera för ett stort tillslag mot Cannabisförsäljningen och regeringen krävde att detta skulle ske före kronprinsens bröllop i maj 2004. Den 4 januari bestämde sig däremot invånarna själva för att riva sina s.k "haschbodar" och så blev det. Dock fortsatte cannabisförsäljningen i utplacerade bord med parasoller över. Den 16 mars ägde polisens stora tillslag rum, 280 polismän intog Christiania 05:00 och 44 personer greps. Aktionen gick relativt lugnt till väga då christianiterna bestämt sig för att inte möta polisen med stridigheter. Huruvida cannabismarknaden sedan tillslaget är borta från fristaden råder det delade meningar om. Cannabis tycks mer eller mindre vara kvar i samhället men inte lika öppet som tidigare.   
Den danska regeringens planer handlade inte enbart om att få bort cannabis, man ville också att all näringsverksamhet inom området skulle omfattas av myndighetskontroller samt att byggnader och bostäder skulle saneras och regleras. Man hade därför skapat lagförslaget L205 som gick ut på att normalisera Christiania i tre etapper. Detta förslag trädde i kraft 15 juli 2004, vilket betydde att regeringen redan hade satt igång processen med en stängning.
Den 14 maj 2007 rev den danska polisen det omstridda huset "Cigarrlådan", vilket enligt många ansågs som en ren provokation från polisens sida, då det vid tillfället bara var en vecka kvar till offentliggörandet av domen kring Christianias "normalisering". Detta innebar att många hus skulle bli tvungna att rivas då de av staten ansågs vara svartbyggen, eftersom byggförbud har rått i Christiania. Strax byggdes dock en ny "Cigarrlådan".

### 2010-talet
I juni 2011 beslöt de boende på ett möte att bilda en fond för att köpa loss delar av området.

## Christianias självstyre
Christiania har ett självstyre som bygger på att varje individ har ansvar för sitt eget liv och hem. Det finns en demokratiskt vald ledningsorganisation med en ansvarsfördelning över 14 områden. Högsta beslutande insats är fællesmødet, stormötet, där alla övergripande beslut fattas. Alla måste mer eller mindre vara överens innan ett beslut fattas. Man röstar sällan och använder sig inte heller av majoritetsprincipen. Alla invånare har samma rätt att delta på alla möten.  
Fristaden saknar lagar men har en samling regler som gäller för alla:
- Ingen tung narkotika
- Inga vapen
- Inget våld
- Ingen handel med byggnader eller bostäder

## Ett tillhåll för cannabisanvändare eller en frizon för fritänkare
Åsikterna kring fristaden har sedan starten gått isär. Många menar att fristaden endast är ett tillhåll för droganvändare, men det finns minst lika många som uttrycker sin glädje över att en fristad som denna existerar. Christiania uppfattas av många människor som ett slags andrum i storstaden.
Detta till trots går det inte att neka till att droger alltid haft en central roll genom fristadens historia. Främst cannabis, eftersom tung narkotika förbjöds redan 1979. Cannabis, som i hela Danmark är förbjudet, har sedan starten varit tillåtet i Christiania och enligt Köpenhamnspolisen omsätter cannabisförsäljningen i fristaden nästan en miljard om året.[källa behövs] Pusher Street är en gata i stadsdelen Christiania där handel med cannabis sker helt öppet från små stånd. Cannabisförsäljningen är ett av folketingets starkaste argument för en normalisering av området.

## Alternativ livsstil
Under årtionden med partiellt självstyre har en särpräglad egen metod utvecklats för att sköta det praktiska. Ett antal av husen i Christiania är självbyggen. Avfallssortering har skett genom källsortering och lokal hämtning av detta har skötts som en rutin av de boende. Ett antal företag har verkat lokalt såsom restauranger, och hantverkare och konstnärer ur lokalbefolkningen har sålt produkter till allmänheten. Vissa hus har haft biologisk rening av gråvatten som efter fettavskiljare och vassruggar gått direkt till havet.